# Hendrik Scholtens
Hendrik Scholtens (Kloosterburen, 26 januari 1880 - aldaar, 1 november 1966) was een Nederlands bestuurder. Hij was van 17 maart 1932 tot 1 januari 1946 burgemeester van Kloosterburen en was de eerste katholieke burgemeester van het dorp.
Alvorens Scholtens burgemeester werd was hij al raadslid en wethouder. Hij was ongeveer 25 jaar lang directeur van de Coöperatieve Boerenleenbank en had zitting in diverse landbouworganisaties, waaronder de waterschappen. Hendrik Scholtens overleed op 86-jarige leeftijd in het St. Theresiahuis en ligt begraven op de katholieke begraafplaats van Kloosterburen.  